# コロミイカ

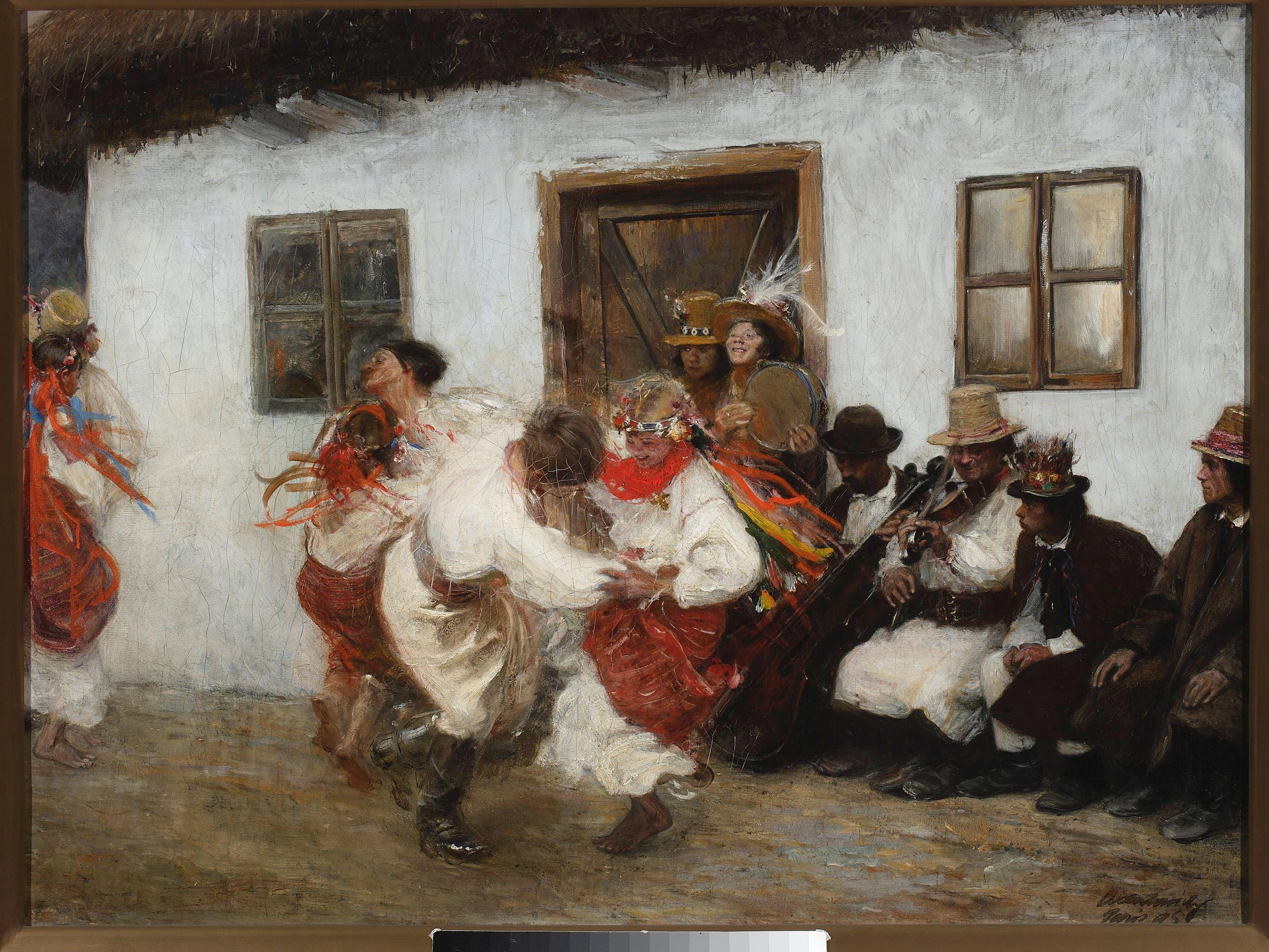
コロミイカ

コロミイカ、もしくはコロメイカ、コロミカ（ウクライナ語: кoлoмийкa, ポーランド語: kołomyjka; 英語:　kolomeyka or kolomeike） は、ウクライナの伝統的なフォーク音楽、ダンスとその振りつけの総称である。コロミイカは2行のフォークソングで、コロイドの各列は8番目の音節の後に義務的な胸腔を有する14個の音節をもつ。コロミイカの起源は不明である。 
コロミイカの名は、ウクライナのコロミヤ市イヴァーノ＝フランキーウシク州地区の町名の由来にもなっている。 
コロミイカは歴史的にポーランド人とウクライナ人の間で人気があり、スロベニアの北東部でも知られていた。19世紀半ばにおいては、都市で特に人気があった。

## 意味
「コロ」はウクライナ語で「円」を意味する。ウクライナ西部のコロミア町に住む少数民族フツル人の踊り、ウクライナの踊りであるが、ルーマニアの伝統舞踊のように、音楽に合わせて左右に首を小さく動かすのが特徴である。